# Crazy Taxi 2
Crazy Taxi 2 är ett racing-/actionspel. Det är uppföljaren till Crazy Taxi och släpptes under 2001, exklusivt till Dreamcast.